# Charaxes aristogiton
Charaxes aristogiton es una especie de lepidóptero de la familia Nymphalidae. Es originaria de Asia.
Sus alas tienen una envergadura de  94 a 114 mm. Se distribuyen por el  noreste de la India en  (Sikkim y Assam), Bután y Birmania.

## Subespecies
- Ch. a. aristogiton C. & R. Felder, 1867

=Charaxes desa Moore, [1879]
=Haridra adamsoni Moore, [1895]
- Ch. a. peridoneus Fruhstorfer, 1914

=Charaxes peridoneus Fruhstorfer, 1914

## Galería

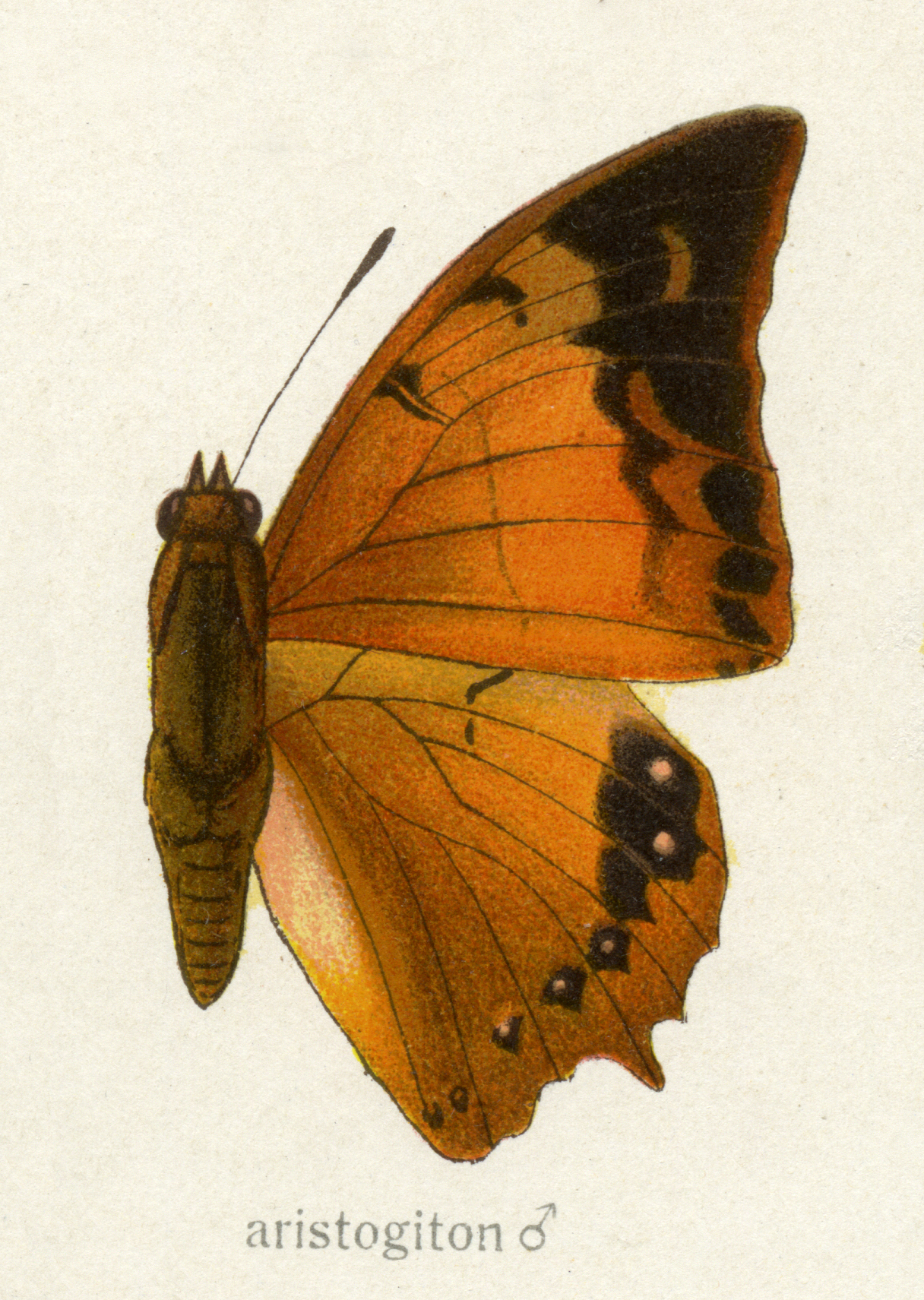
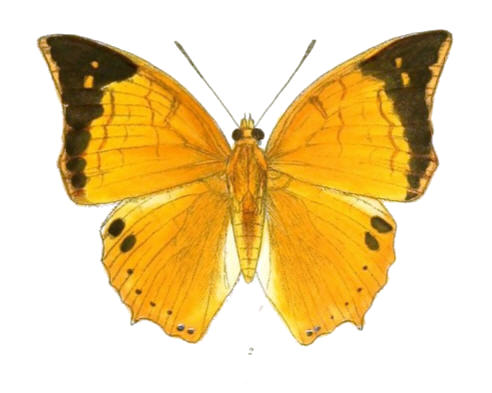
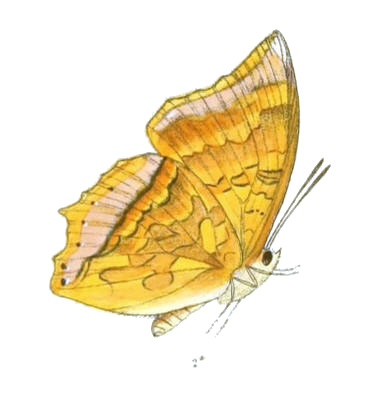
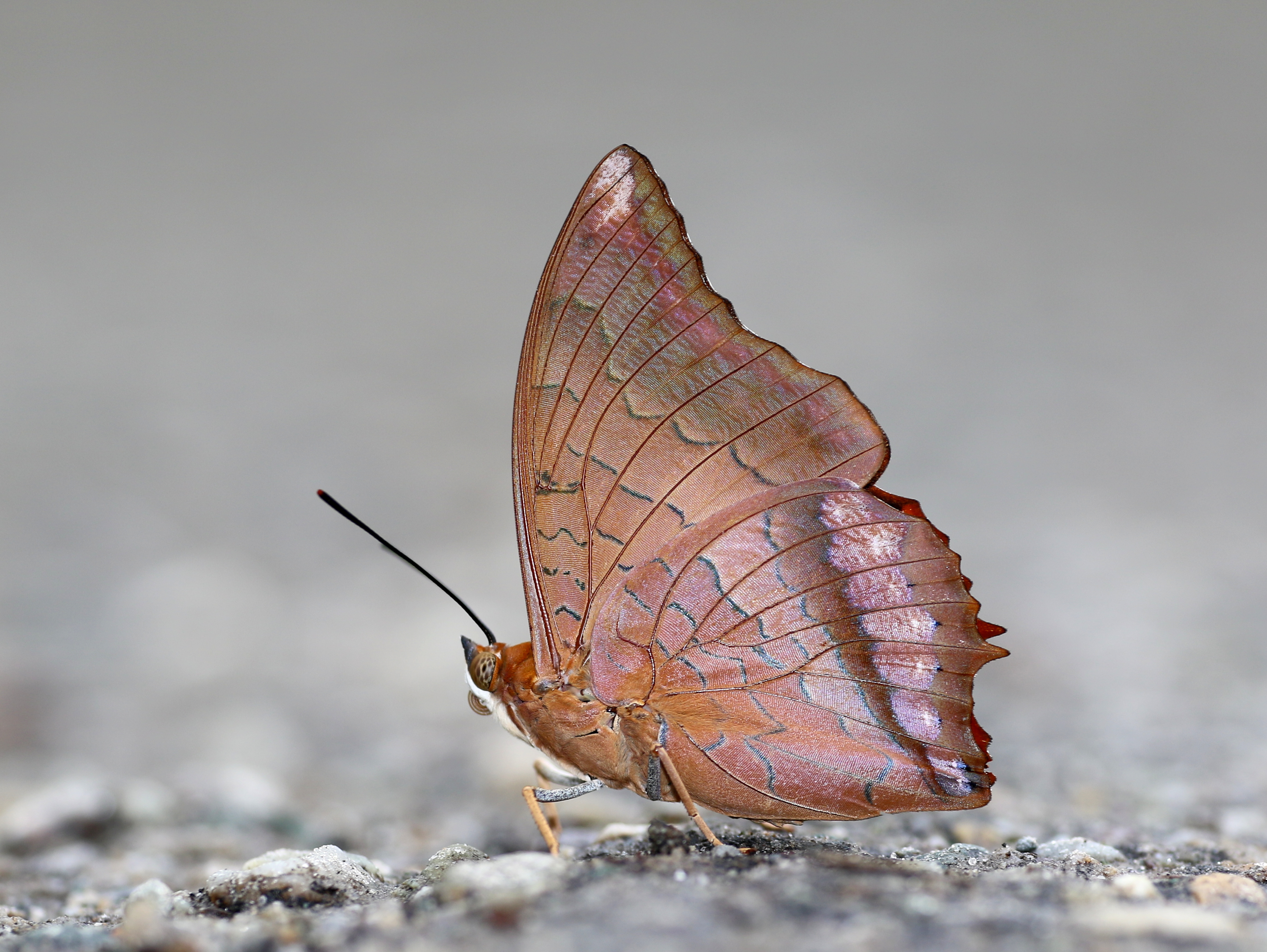